# Шемогодская волость
Шемого́дская во́лость — нижняя административно-территориальная единица в составе в составе Великоустюжского уезда Северо-Двинской губернии РСФСР (в 1918—1924 годах), Вологодской губернии (до 1918). Волостной центр — Федоровская (Феодоровская) (1913), ранее Шемогодский-Богородский Погост (1883), Поповское (Поповская) (1881).
Ныне территория волости в Великоустюгском районе Вологодской области России.

## География
Реки: Северная Двина, Шемогда (Шемокса).

## История
По доекатерининскому административно-территориальному делению входила в Двинскую треть Устюжского уезда.
Упразднена в 1924 году.

## Состав волости
На 1893 год входила в II стан Вологодской губернии.
По данным на 1913 год входили 78 населённых пунктов
- Антипина
- Арефина
- Аристова
- Балагурова
- Белянкина
- Бернятина
- Большая Терентьевица
- Большое Заболотье
- Большой Двор
- Бомарина = Болгарино??
- Борина
- Бутырева
- Веретенникова
- Верхнее Бороткина
- Горбищева
- Горка
- Данилова
- Деминский Починок
- Дресвища
- Еднова
- Езюкина
- Есиплева
- Заболотье
- Заглубокова
- Загорье (ныне Загарье)
- Захарьина
- Ивановская
- Ивановское Удбище
- Исаков Остров
- Кикиморова
- Килина
- Кислицина = Кисляково?
- Климлева
- Козлова
- Копылова
- Крутци
- Крыловское
- Кузино
- Кузнецова
- Куров Наволок
- Лучнева
- Малая Терентьевица
- Малое Заболотье
- Машкина
- Медведка
- Насовнова
- Нижнее Бородкина
- Новый Щипицин (починок)
- Павшина
- Панкратова
- Пелевина (ныне Пелявино)
- Пенье
- По речке Павложью
- По речке Павложью на Лальской дороге
- По речке Павложью ниже дачи д. Крутци = Малые Крутцы ??
- По речке Шемоксе
- Погорелка
- Погорелова
- Подберезье
- Поповское (Поповская) — волостной центр (1881)
- Поселье
- Пустошь по речке Шемоксе
- Руквишниково
- Самойловская
- Санникова = Большое Санниково?
- Сверчкова
- Селиванова
- Слободка = Малые Слободы
- Сондас
- Средняя Гора
- Терехина
- Тюфтячева
- Угол
- Федоровская (Феодоровская) — волостной центр (1913)
- Черная
- Чернокова
- Шемогодский-Богородский Погост — волостной центр (1893)
- Яковцева

## Инфраструктура
Шемогодская резьба — традиционный русский народный художественный промысел резьбы по берёсте